# 綜合綱
綜合綱（學名：Symphyla），又名結合綱、結足亞綱，是節肢動物門多足亞門下的一個小分類群，包含2科約200個物種，其下成員俗稱結足蟲。本綱物種因同時具有倍足綱、唇足綱以及低等六足類（原尾目、雙尾目、彈尾目及原始昆蟲）的若干基本特徵而得名「綜合綱」。

## 特徵

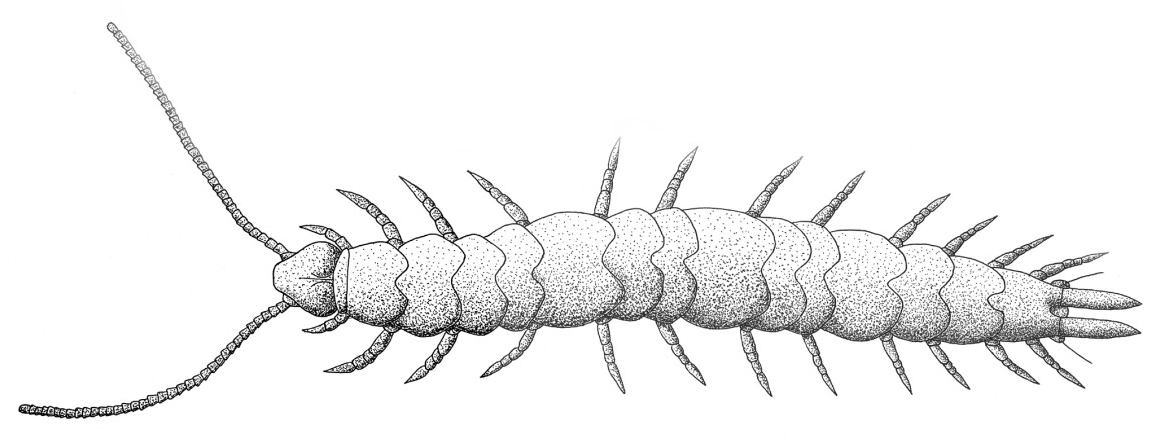
Scutigerella immaculata

大部分的結足蟲體長約在2-10毫米間，體表的外骨骼薄而柔軟，身體因缺乏色素而呈白色、淡褐色或灰色。頭部有一對線狀的長觸角和三對口器，沒有眼睛。初生的幼體有9個體節、6～7對足和6節觸角，隨後每蜕一次皮增加一對足，觸角節數亦會逐漸增加，成蟲頭後方的軀幹由14節組成，前12節共有12對足，尾端有一對可以產出細絲的紡織突，變為成蟲後觸角節數仍可增加。結足蟲的背板沒有成對癒合，多數種類的背板還分成兩片，彈性且靈活的身體使牠們能在狹窄的土壤縫隙中快速移動、扭動或轉身，藉此躲避捕食者的攻擊。

## 習性
結足蟲遍布全世界，主要棲居在土壤中或落葉堆、腐木及石塊下等陰濕處，以植物組織或腐植質為食，一些種類是農業上的害蟲。由於外骨骼薄弱，無法防止體內水分散失，會根據水分含量在土壤層中上下遷移。

## 生命史
結足蟲行體外受精，其繁殖過程和其他多足類相似，沒有交配的過程：雄蟲留下精包給雌蟲撿拾，雌蟲會將精莢內的精子儲存在口部附近的一對納精囊內。雌蟲一次產30顆左右的未受精的卵，用口器將卵附著在苔蘚或其他適當的地方，接著再用口器把納精囊內的精子塗抹到卵粒上，使卵受精。某些種類的壽命可長達3至4年。

## 分類
- 盾腳蟲科（英语：Scutigerellidae） Scutigerellidae
- 節足蟲科（英语：Scolopendrellidae） Scolopendrellidae